# Lois (Ribadumia)
Lois (oficialmente San Fins de Lois) es una parroquia española del municipio de Ribadumia, perteneciente a la provincia de Pontevedra, en la comunidad autónoma de Galicia.

## Toponimia
El lugar puede aparecer referido como «Lois», «San Félix de Lois» y «San Fins de Lois».

## Historia
Hacia mediados del siglo XIX, el lugar, ya por entonces perteneciente a Ribadumia, tenía contabilizada una población de 123 habitantes. Aparece descrito en el décimo volumen del Diccionario geográfico-estadístico-histórico de España y sus posesiones de Ultramar de Pascual Madoz con las siguientes palabras:

LOIS (San Felix): felig. en la prov. de Pontevedra (3 leg.), part. jud. de Cambados (3/4), dióc. de Santiago (7 1/2), ayunt. de Ribadumia. sit. á la izq. del r. Umia, con libre ventilacion, clima templado y sano. Comprende los l. de Casal, Couto, Cruz, Gándara, Gesteira, Medoña, Muiños, Picoña, Portaris, Seara, Trastada y el cas. de Pazo-do-Monte, los cuales reunen mas de 30 casas. La igl. parr. (S. Felix) es aneja de la de Sta. Maria de Besomaño, con la cual confina por S.; al N. con la de Paradela; E. San Lorenzo de Nogueira, y O. Leiro. El terreno participa de monte y llano, está poco arbolado, pero es bastante fértil. Los caminos locales y malos. prod.: trigo, maiz, cebada, legumbres, vino, hortaliza, frutas y pastos; hay ganado vacuno, lanar y cabrío, caza y pesca de varias clases. pobl.: 34 vec. 123 alm. contr.; con su ayunt. (V.).
(Madoz, 1847, p. 359)

En 2022, tenía empadronados 422 habitantes.